# Árnyékinformatika
Az árnyékinformatika (Shadow IT)  kifejezés olyan, jóvá nem hagyott informatikai megoldásokra (hardver- vagy szoftverelemekre, szolgáltatásokra) utal, melyek a céges infrastruktúrát menedzselő IT-osztály radarja alatt működő, párhuzamos informatikai környezetet alkotnak. A felhasználók egyedi megoldásai mellett az árnyékinformatikához sorolhatók az informatikai osztálytól eltérő osztályok által specifikált és feltelepített megoldások is.
Az árnyékinformatika megjelenésének egyik mozgatórugója az informatika konzumerizációja. A vállalati felhasználók gyakran elvárják, hogy saját tulajdonú laptopjukat, tabletjüket, okostelefonjukat a vállalati hálózatban, munkavégzésre is használhassák (lásd: Bring Your Own Device – hozd a saját kütyüd). Ha a vállalat által nyújtott eszközök nem eléggé könnyen kezelhetőek, hatékonyak, megtalálják a módját, hogy más eszközöket vegyenek igénybe. A megoldás számos adatbiztonsági kérdést vet fel, de ezek megfelelő szabályozással, eljárásrenddel kezelhetők. Az üzleti világban a módszer általánosan elterjedt gyakorlattá vált, elsősorban költséghatékonysága miatt. 
Az árnyékinformatikát sokan a vállalati innováció fontos forrásának tekintik, hiszen az itt megjelenő rendszerek a későbbi engedélyezett IT-megoldások prototípusaivá is válhatnak. Más részről, az árnyékinformatikai megoldások ritkán felelnek meg a szervezet dokumentációval, informatikai biztonsággal, megbízhatósággal stb. szemben támasztott követelményeinek – bár ez sok esetben az engedélyezett informatikai megoldásokra is igaz.

## Megfelelőségi problémák
Az árnyékinformatika kifejezés az üzleti folyamatok által felhasznált alkalmazásokra vagy adatátviteli folyamatokra utal, ami nincs a központosított információtechnológiai vagy információbiztonsági részleg ellenőrzése alatt. Nem az IT fejlesztette ki, vagy nincs tudomása a használatáról, ezért nem támogatja azt. Az árnyékinformatika megnöveli a valószínűségét a „nem hivatalos”, kontrollálatlan adatáramlásnak (-szivárgásnak), ezzel megnehezítve a megfelelést az USA-ban a Sarbanes-Oxley törvénynek és számos más megfelelőség-központú kezdeményezésnek, pl.:
- Basel II (International Standards for Banking),
- COBIT (Control Objectives for Information and related Technology),
- FISMA (Federal Information Security Management Act of 2002),
- GAAP (Generally Accepted Accounting Principles),
- HIPAA (Health Insurance Portability and Accountability Act),
- IFRS (International Financial Reporting Standards),
- ITIL (Information Technology Infrastructure Library),
- PCI DSS (Payment Card Industry Data Security Standard),
- TQM (Total Quality Management) stb.

## Példák
A kontrollálatlan adatáramlásra példa a pendrive-ok és más hordozható adattárolók használata, Skype, Facebook messenger és más azonnali üzenetküldő vagy VOIP szoftverek használata, Gmail és más online e-mail szolgáltatás használata, Google Docs vagy más online dokumentumszerkesztő és -megosztó alkalmazás használata; de ide tartoznak a saját célra kifejlesztett Access adatbázisok, Excel makrók stb. is. Biztonsági kockázattal jár, ha az adatok vagy alkalmazások kijutnak a védett rendszerek, hálózatok, fizikai telephelyek vagy biztonsági domének hatósugarából.
Egy 129 IT-vezetőt érintő 2012-es francia felmérés az árnyékinformatika következő példáira világított rá:
Excel makrók 19%
egyéb szoftverek 17%
felhőalapú megoldások 16%
ERP 12%
BI rendszerek 9%
Weboldalak 8%
Hardver 6%
VoIP 5%
Shadow IT-támogatás 5%
Shadow IT -projektek 3%
BYoD 3%.
Egy másik tanulmány megállapítása szerint a greynetek, tartalomelőállító appok és segédprogramok a leggyakrabban használt árnyékrendszerek a cégeknél.

## Megjelenésének okai
A hagyományos informatikai eszközöket kezelő IT részlegek nem egykönnyen tudnak data as a service-t (adat mint szolgáltatás) provizionálni.
A shadow IT elé emelt akadályok gyakran a szervezeti fejlesztést és költségcsökkentést akadáélyozzák meg. Egy 2007-es felmérés szerint a munkavállalók 35%-a érzi úgy, hogy egy biztonsági korlátozást vagy protokollt meg kell kerülnie, ha hatékonyan akarja végezni a munkáját. 63% e-mailben hazaküldi a dokumentumait, hogy otthonról dolgozhasson rajtuk, még akkor is, ha tisztában van vele, hogy ez valószínűleg tilos.

## Következményei
Az esetleges előnyökön és a nyilvánvaló biztonsági kockázatokon kívül az árnyékinformatika létezése az alábbi következményekkel is járhat:

### Elpocsékolt idő
Az árnyékinformatika rejtett költségekkel jár a szervezet számára, hiszen a nem informatikus dolgozók a pénzügyön, marketingen, HR-en stb. rengeteg időt eltöltenek azzal, hogy egyes adatok érvényességét újra és újra ellenőrzik, vagy IT tapasztalat nélkül telepítenek és üzemeltetnek rendszereket.

### Inkonzisztens üzleti logika
Ha egy ‘Shadow IT’ számolótábla-alkalmazás saját definíciókat és számításokat tartalmaz, nagyon valószínű, hogy idővel inkozisztenciák fognak fellépni, ahogy az egyes felhasználók apró változtatásokat végeznek a táblázatban, majd továbbadják egymás között. Az is okozhat hibákat, ha a felhasználók nem értik teljesen a táblázat működési módját, a hibák pedig a szigorú tesztelés és verziókövetés hiánya miatt gyakran észrevétlenek maradnak.

### Inkonzisztens megközelítés
Még ha a definíciók és a számítások helyesek is, maga az analízis metodikája eltorzulhat a számolótáblák kontrollálatlan áramlása során, vagy maga a folyamat is rossz lehet.

### Elpocsékolt befektetések
Az árnyékinformatikai alkalmazások léte megakadályozza az őket kiváltani szándékozó professzionális megoldásoknál a teljes ROI (beruházás megtérülése) érvényesülését. Ez gyakran előfordul adattárházas (Data warehousing, DW) és üzleti informatikai (BI) projekteknél, ahol az árnyékprojektek miatt a DW és BI szélesebb körű és konzisztens használata nem tud igazán szárnyra kapni. Ennek oka lehet az is, hogy a vezetés képtelen előre kalkulálni a DW & BI megoldás telepítésének, licencelésének, üzemeltetésének költségeivel. Ha a vállalat belső elszámolási rendszere miatt az új DW & BI felhasználói költségokokból árnyékalternatívákra szorulnak, az szintén akadályozza a sikeres nagyvállalati bevezetést.

### Csökkent hatékonyság
Az árnyékinformatika akadálya lehet a hatékonyabb munkafolyamatok bevezetésének. Minden, a vállalati rendszer fölött működő Shadow IT rendszer új egypontos hibalehetőségeket vagy szűk keresztmetszeteket vihet a rendszerbe.

### Az adatvesztés vagy -szivárgás nagyobb veszélye
Az árnyékinformatika adatmentési műveletei gyakran nem létezőek, kipróbálatlanok vagy auditálatlanok, a Shadow IT műveletekben részt vevő személyzet vagy vállalkozók többnyire nem mennek keresztül a szokásos oktatási és egyéb folyamatokon. Amikor a Shadow IT rendszerek megalkotói elhagyják a céget, gyakran nem szabványos adatokat használó, komplikált rendszereket hagynak maguk mögött, amiket a többi munkavállaló nem képes menedzselni.

### Nehezebb továbbfejleszthetőség
Az árnyékinformatika fékezheti az új technológiák bevezetését. Mivel az egyedi árnyékinformatikai megoldások kritikus szükségleteket elégítenek ki a vállalaton belül, de nem rendelkeznek megfelelő dokumentációval, nem szabványosak és nem kontrollált módon terjednek, csak nagy óvatossággal, nehézkesen lehet lecserélni azokat.

### Szervezeti diszfunkcionalitás
Az árnyékinformatika rosszul működő szervezeti környezetet teremt, ahol ellenségeskedés van az informatikai és nem informatikai részlegek között. Az árnyékinformatikai megoldások mögötti nem megfelelő motivációk, pl. a kirúghatatlan státus elérése (pl. „csak Krisztiánnál vannak meg ezek az adatok” vagy „mit fogunk tenni, ha ő elmegy?”), az adatfelhalmozás, önreklámozás, szívesség-cserekereskedelem stb. mind jelentős menedzsmentproblémákhoz vezethetnek.

### Hatása az IT részlegekre
A Gartner szerint 2015-re a legtöbb vállalat IT-költéseinek 35 százalékát nem az informatikáért felelős szervezeti egység költheti el.
Néha az árnyékinformatikai területek túlságosan nagyra nőnek, idővel megjelennek a csak hosszú távon jelentkező költségek: társrendszerekkel való integrációs nehézségek, szállítói kitettség, üzletoldali IT-tervezésből felhalmozódó technikai adósságok, nem megfelelően megtervezett incidens kezelési protokoll és egyéb IT governance témakörébe tartozó szempontok is, amik gyakran a jövőállóság fő pillérei. Amikor az üzleti területek számára ez már nehezen kezelhető problémákkal jár, gyakran az adott informatikai megoldást próbálják integrálni a belső IT infrastruktúrába, ezzel új, "jobb gazdát" keresve számára.

## Fordítás
- Ez a szócikk részben vagy egészben a Shadow IT című angol Wikipédia-szócikk ezen változatának fordításán alapul.  Az eredeti cikk szerkesztőit annak laptörténete sorolja fel. Ez a jelzés csupán a megfogalmazás eredetét és a szerzői jogokat jelzi, nem szolgál a cikkben szereplő információk forrásmegjelöléseként.